# György Csordás
György Csordás (Cegléd, Hungría, 6 de octubre de 1928 - Budapest, Hungría, 9 de mayo de 2000) fue un nadador especializado en pruebas de estilo libre. Fue campeón de Europa en 400 y 1500 metros libres durante el Campeonato Europeo de Natación de 1954.

## Palmarés internacional
| Campeonato Europeo de Natación | Campeonato Europeo de Natación | Campeonato Europeo de Natación | Campeonato Europeo de Natación |
| Año                            | Lugar                          | Medalla                        | Prueba                         |
| ------------------------------ | ------------------------------ | ------------------------------ | ------------------------------ |
| 1954                           | Turín (Italia)                 | Medalla de oro                 | 400 m libre                    |
| 1954                           | Turín (Italia)                 | Medalla de oro                 | 1500 m libres                  |